# Stanisław Jerzy Kuliś
Stanisław Jerzy Kuliś, znany także pod pseudonimem literackim: Stan O Kulis (szczególnie za granicą) (ur. 28 marca 1952) – polski poeta, dramaturg, pisarz i publicysta. Mecenas kultury i sztuki, organizator spotkań literackich, historycznych, filozoficznych, politycznych i patriotycznych. Od 1976 roku działający w opozycji antykomunistycznej, założyciel i współtwórca partii Polska Odrodzona. Inicjator i sponsor plenerów, wernisaży, sympozjów i sesji. Współrealizator programów i festiwali, przy współudziale z ugrupowaniami twórczymi i politycznymi z Krakowa, Warszawy, Polski i zagranicy, fundacjami, muzeami, szkołami i uczelniami, głównie na Szlaku Via Regia w Polsce i Europie, na Szlaku Młodej Polski oraz Szlaku Króla Tenoru – Jana Kiepury; Kraków, Krynica-Zdrój, Sosnowiec.
Od roku 1991 prowadzi działalność w słynnej, młodopolskiej kawiarni literackiej Jama Michalika w Krakowie, w której podtrzymuje artystyczne tradycje tego miejsca, w kontynuacji występów kabaretów i znanych satyryków. Współpracuje z wydawnictwami i mediami, gdzie realizowane są programy TV, rejestrujące ważne wydarzenia artystyczne, współczesną działalność Kawiarni oraz sceny do znanych filmów.
Pomimo odmowy dotowania i braku wsparcia ze strony władz Krakowa oraz Ministra Kultury i Dziedzictwa Narodowego, bezinteresownie wspiera twórców i grupy twórcze, głównie Oddział Krakowski Stowarzyszenia Pisarzy Polskich, współrealizując od roku 1995 Noce Poezji, wieczory autorskie, Jubileusze i Spotkania z Gwiazdami w Jamie Michalikowej, a także goszcząc corocznie znanych twórców w D.W. Tryumfy w Krynicy-Zdroju – od 1996 r. – Krynicka Jesień Poezji, a od 2010 – Krynica Poezji z S.P.P oraz w Pałacu Dietla w Sosnowcu.
W latach 1991–2018 zrealizował i współfinansował około dziesięć tysięcy programów. Określany przez twórcze kręgi Dobrodziejem i Przyjacielem Artystów.

## Życie prywatne
Żonaty, ojciec trojga dzieci.

## Wyróżnienia, odznaczenia i nagrody
- Mecenas i Członek Wspierający Stowarzyszenia Pisarzy Polskich[4].
- Medal 1000-lecia Węgier – otrzymany od Ministra Spraw Zagranicznych Węgier (2000 r.)
- Sympozjum Sztuka Narodowa w Krakowie (26.05.2003r.)
- W Stulecie Miasta Sosnowca oraz udział w budowie Pomnika Jana Kiepury w Krynicy-Zdroju (2002r.)
- Mera Casablanki Królestwa Maroka
- Mecenas Kultury Krakowa 2014 ZŁOTY SPONSOR[5]
- I Nagroda Marszałka Województwa Śląskiego za wybitne osiągnięcia w dziedzinie konserwacji zabytków (2018)[6].

## Twórczość
- „Aeroplany, czyli Wesoła nowina krakowska”, Wydawnictwo V.I.D.I, 1999, ISBN 83-909628-7-X.
- „Przemienienie”, Wydawnictwo REWERA, 2006
- „Akademia Akropolis”, Wydawnictwo RAPSODIA, 2014, ISBN 978-83-63946-00-5.
- „Barcelona Katalonia”, Wydawnictwo ARKA, 2015, ISBN 978-83-930391-5-9.
- „Park Zwierzyniec”, Wydawnictwo ARKA, 2015, ISBN 978-83-930391-4-2.